# Fingerling

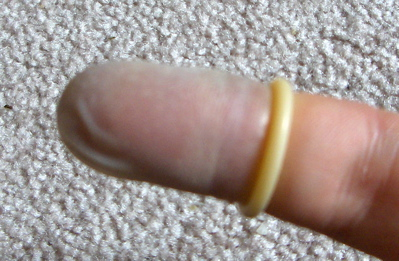
Beispiel eines nicht vollständig ausgerollten Fingerlings

Als Fingerlinge werden sowohl Entsprechungen von Schutzhandschuhen bezeichnet, die jedoch nur jeweils einen Finger bedecken, als auch Handschuhe ohne Finger.

## Entsprechung eines Schutzhandschuhs
Fingerlinge werden in vielen Branchen angewandt, sowohl in der medizinischen Versorgung als auch in der Industrie. Sie werden dort eingesetzt, wo nicht die ganze Hand geschützt werden muss. Fingerlinge werden aus Latex, Nitril, Vinyl, Silikon, seltener aus Leder oder Textil gefertigt.

### Medizinische Anwendungen
In der medizinischen Anwendung sollen sie sowohl den Patienten vor infektiösem Material, als auch Ärzte, Zahnärzte, Tierärzte und das medizinische Personal vor Infektionen schützen. Fingerlinge werden beispielsweise bei rektalen Untersuchungen, beim Auftragen von Salben, zur Inspektion der Mundhöhle oder zur Schluckanbahnung bei Störungen der Schluckfrequenz im Pflegebereich verwendet.
Fingerlinge können auch einen Fingerverband darstellen oder einen Mullbindenverband vor dem Lösen, vor Verschmutzung und vor Feuchtigkeit schützen oder dienen dem Zehenschutz.

#### Mundpflege

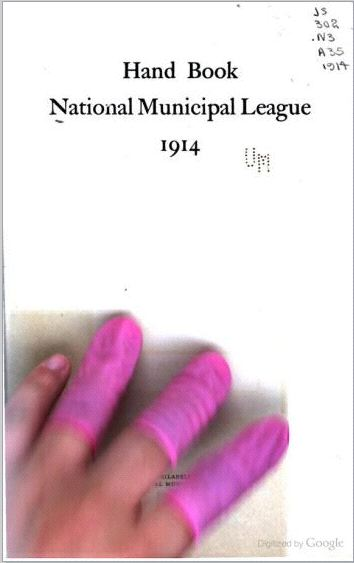
Mit Fingerlingen digitalisierte Buchseite bei Google Books

Der Mundpflegefingerling aus textilem Gewebe kann zur Mundpflege vor dem ersten Zähnchen verwendet werden und stellt eine sanfte Vorstufe zur Zahnbürste dar, um das Kind spielerisch an das Zähneputzen heranzuführen. Als Zahnputzfingerling aus Textilien wird er zur Zahnreinigung von Hunden verwendet. Diese Fingerlinge werden über den Zeigefinger gestülpt und eine Sicherheitsschlaufe über dem Mittelfinger arretiert.

### Industrielle Anwendungen
In der Elektronikfertigung sind Fingerlinge im Umgang mit empfindlichen Bauteilen, beispielsweise in der Halbleitertechnik, eine wichtige Arbeitshilfe, um im Elektronik-ESD-Bereich die Halbleiter-Platten vor statischen Entladungen zu schützen. In der Uhrenindustrie werden sie eingesetzt, um empfindliche Uhrenteile vor Kontakt mit Fett und Hautpartikeln zu schützen. Auf sensiblen Produkten werden Fingerabdrücke vermieden.

### Restaurierung und Digitalisierung von Büchern und Bildern
Fingerlinge werden auch beim Restaurieren von Bildern sowie beim Scannen von Büchern verwendet, um diese vor Kontakt mit Fett und Hautpartikeln zu schützen. Bei digitalen Buchsammlungen wie Google Books finden sich häufig fehlerhafte Digitalisate von Seiten, die teilweise von Händen mit Fingerlingen verdeckt sind. Der amerikanische Schriftsteller und Konzeptkünstler Kenneth Goldsmith widmete dem Phänomen 2013 einen Essay im New Yorker. Auf dem Titelbild des von Friedrich Balke und Rupert Gaderer herausgegebenen Sammelbandes Medienphilologie (2017) ist eine Hand mit Fingerling abgebildet.

### Drogenschmuggel

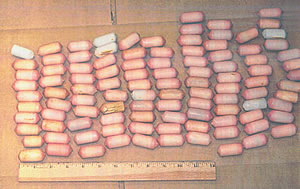
Geschmuggelte mit Heroin gefüllte Fingerlinge

Fingerlinge werden von Drogenschmugglern verwendet. Personen, sogenannte Packesel, verschlucken die Drogen im Ursprungs- oder Versendeland in Fingerlinge verpackt, um sie im Magen ins Zielland zu schmuggeln, wo sie unter kontrollierten Bedingungen wieder ausgeschieden werden.

## Handschuh ohne Fingerkuppen
Handschuhe, deren Finger die Fingerkuppen nicht bedecken, beispielsweise Fahrrad-, Motorradhandschuhe oder Strickhandschuhe, werden ebenfalls als Fingerlinge bezeichnet.
- In Fingerlingen für die Jagd ist eine Öffnung für den Schießfinger eingearbeitet.
- Fingerlinge sind zur Fleckentfernung erhältlich.
- Fingerlinge mit Applikationen, Strasssteinen, Diamanten oder Textildruck, werden als Modeaccessoire beziehungsweise als Modeschmuck für Finger verwendet.

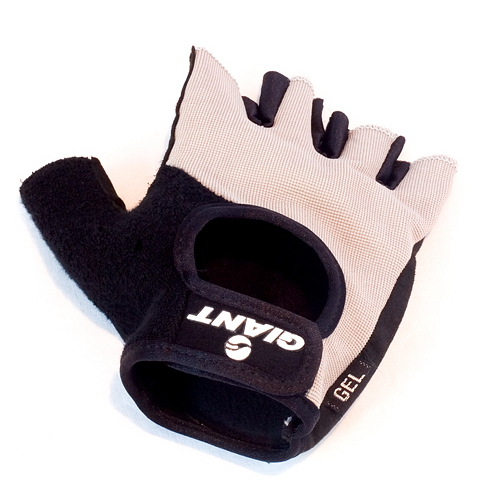
Fahrrad-Fingerling
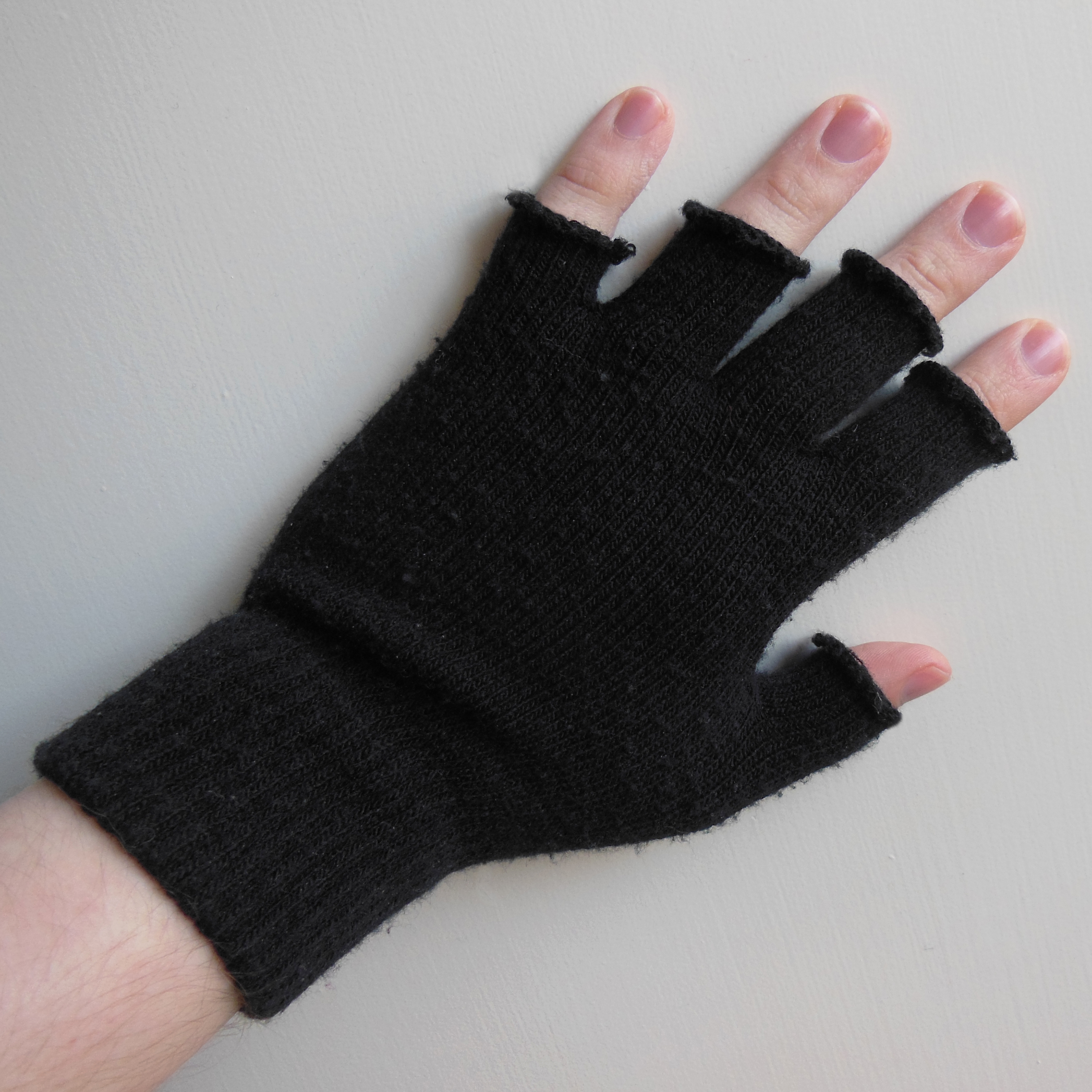
Strick-Fingerling